# Jaume Cirera

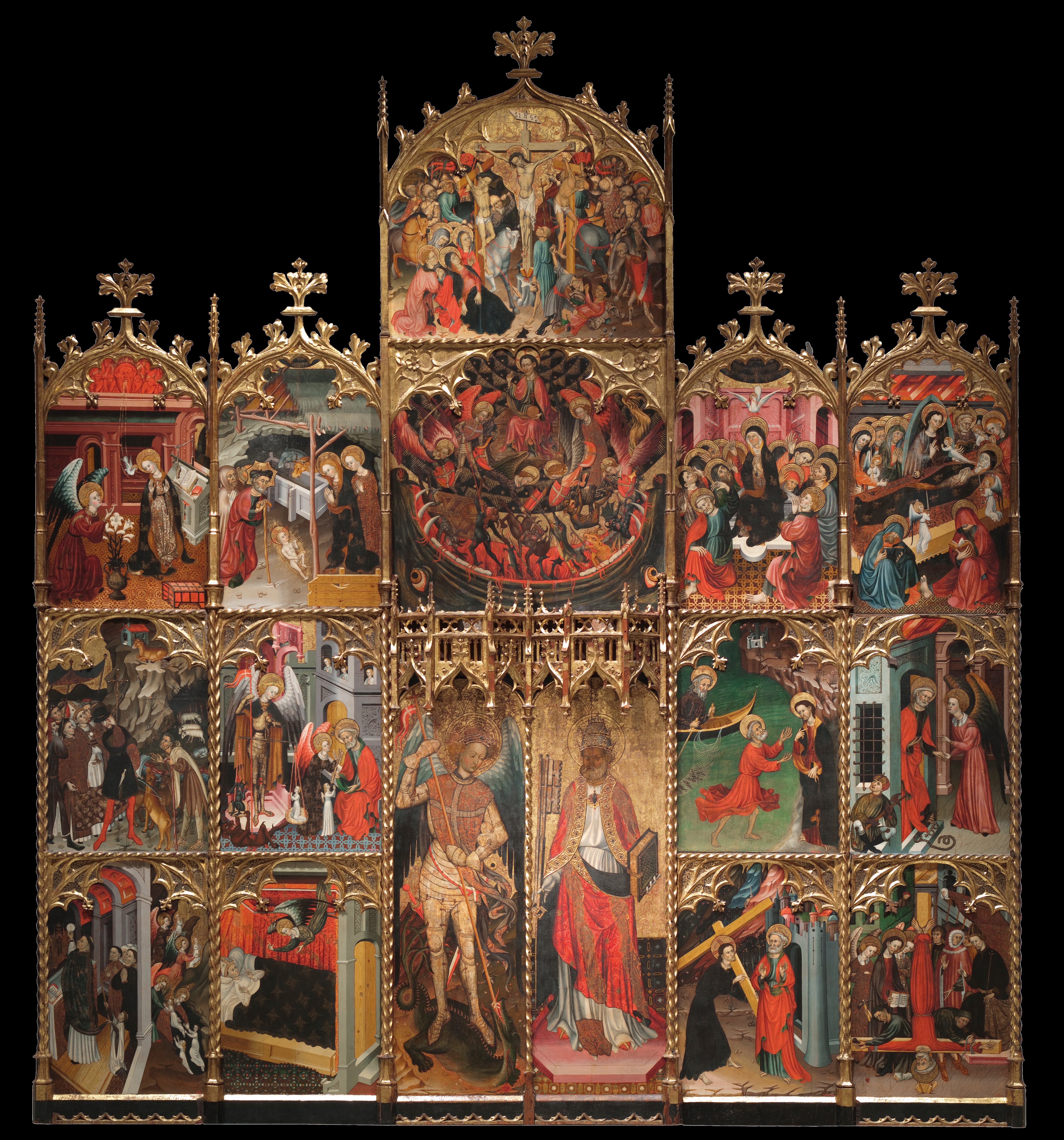
Retaule de Sant Miquel i Sant Pere (MNAC)

Jaume Cirera (primera meitat del segle xv) fou un pintor gòtic català, deixeble i col·laborador de Jaume Cabrera. Durant el segon quart del segle xv va estar associat amb Bernat Despuig i van treballar junts. La seva obra Lluita entre àngels i dimonis es troba exposada actualment al Museu Nacional d'Art de Catalunya (Mnac).

## Obra
- Retaule de Sant Pere i Sant Miquel Arcàngel (1432-1433) per a l'església de Sant Miquel de la Seu d'Urgell en col·laboració amb Bernat Despuig.
- Retaule de Sant Miquel (1450-1451) per a Sant Pere de Terrassa en col·laboració amb Guillem Talarn.
- Retaule de Sant Joan Baptista i Sant Miquel (primera meitat segle xv), a Sant Llorenç de Morunys, en col·laboració amb Bernat Despuig.